# Спертикано (Болоња)
Спертикано (итал. Sperticano) је насеље у Италији у округу Болоња, региону Емилија-Ромања.
Према процени из 2011. у насељу је живело 21 становника. Насеље се налази на надморској висини од 152 м.